# Cselgáncs a 2010. évi nyári ifjúsági olimpiai játékokon
A 2010. évi nyári ifjúsági olimpiai játékokon a cselgáncs versenyszámanak Szingapúrban a International Convention Centre adott otthont augusztus 21. és 25. között. A fiúknál és a lányoknál is 4–4 súlycsoportban rendeztek versenyeket és egy csapatverseny is volt.

## Éremtáblázat
(Magyarország eltérő háttérszínnel, az egyes számoszlopok legmagasabb értéke, vagy értékei vastagítással kiemelve.)
| A 2010. évi nyári ifjúsági olimpiai játékok éremtáblázata cselgáncsban | A 2010. évi nyári ifjúsági olimpiai játékok éremtáblázata cselgáncsban | A 2010. évi nyári ifjúsági olimpiai játékok éremtáblázata cselgáncsban | A 2010. évi nyári ifjúsági olimpiai játékok éremtáblázata cselgáncsban | A 2010. évi nyári ifjúsági olimpiai játékok éremtáblázata cselgáncsban | Olimpia  |
| ---------------------------------------------------------------------- | ---------------------------------------------------------------------- | ---------------------------------------------------------------------- | ---------------------------------------------------------------------- | ---------------------------------------------------------------------- | -------- |
|                                                                        | Ország                                                                 | Arany                                                                  | Ezüst                                                                  | Bronz                                                                  | Összesen |
| 1.                                                                     | Egyesült Államok (USA)                                                 | 2                                                                      | 0                                                                      | 0                                                                      | 2        |
|                                                                        | Dél-Korea (KOR)                                                        | 2                                                                      | 0                                                                      | 0                                                                      | 2        |
|                                                                        | Japán (JPN)                                                            | 2                                                                      | 0                                                                      | 0                                                                      | 2        |
| 4.                                                                     | Belgium (BEL)                                                          | 1                                                                      | 1                                                                      | 0                                                                      | 2        |
| 5.                                                                     | Csehország (CZE)                                                       | 1                                                                      | 0                                                                      | 0                                                                      | 1        |
| –                                                                      | Nemzetek vegyes csapatai                                               | 1                                                                      | 1                                                                      | 1                                                                      | 3        |
|                                                                        |                                                                        |                                                                        |                                                                        |                                                                        |          |
| 6.                                                                     | Oroszország (RUS)                                                      | 0                                                                      | 2                                                                      | 0                                                                      | 2        |
| 7.                                                                     | Észak-Korea (PRK)                                                      | 0                                                                      | 1                                                                      | 1                                                                      | 2        |
|                                                                        | Magyarország (HUN)                                                     | 0                                                                      | 1                                                                      | 1                                                                      | 2        |
|                                                                        | Németország (GER)                                                      | 0                                                                      | 1                                                                      | 1                                                                      | 2        |
| 9.                                                                     | Üzbegisztán (UZB)                                                      | 0                                                                      | 1                                                                      | 0                                                                      | 1        |
|                                                                        | Brazília (BRA)                                                         | 0                                                                      | 1                                                                      | 0                                                                      | 1        |
|                                                                        |                                                                        |                                                                        |                                                                        |                                                                        |          |
| 11.                                                                    | Ukrajna (UKR)                                                          | 0                                                                      | 0                                                                      | 2                                                                      | 2        |
| 12.                                                                    | Kambodzsa (CAM)                                                        | 0                                                                      | 0                                                                      | 1                                                                      | 1        |
|                                                                        | Fehéroroszország (BLR)                                                 | 0                                                                      | 0                                                                      | 1                                                                      | 1        |
|                                                                        | Spanyolország (ESP)                                                    | 0                                                                      | 0                                                                      | 1                                                                      | 1        |
|                                                                        | Dánia (DEN)                                                            | 0                                                                      | 0                                                                      | 1                                                                      | 1        |
|                                                                        | Örményország (ARM)                                                     | 0                                                                      | 0                                                                      | 1                                                                      | 1        |
|                                                                        | Ausztria (AUT)                                                         | 0                                                                      | 0                                                                      | 1                                                                      | 1        |
|                                                                        | Szlovákia (SVK)                                                        | 0                                                                      | 0                                                                      | 1                                                                      | 1        |
|                                                                        | Horvátország (CRO)                                                     | 0                                                                      | 0                                                                      | 1                                                                      | 1        |
|                                                                        | Litvánia (LTU)                                                         | 0                                                                      | 0                                                                      | 1                                                                      | 1        |
|                                                                        | Kirgizisztán (KGZ)                                                     | 0                                                                      | 0                                                                      | 1                                                                      | 1        |
|                                                                        | Szlovénia (SLO)                                                        | 0                                                                      | 0                                                                      | 1                                                                      | 1        |
|                                                                        |                                                                        |                                                                        |                                                                        |                                                                        |          |
| Összesen                                                               | Összesen                                                               | 9                                                                      | 9                                                                      | 18                                                                     | 36       |

## Érmesek

### Fiú
| Súlycsoport                        | Arany                                          | Ezüst                                        | Bronz                                 |
| ---------------------------------- | ---------------------------------------------- | -------------------------------------------- | ------------------------------------- |
| 55 kg Döntő: augusztus 21., 18:00  | David Pulkrabek · Csehország (CZE)             | Mansurkhuja Muminkhujaev · Üzbegisztán (UZB) | Dmytro Atanov · Ukrajna (UKR)         |
| 55 kg Döntő: augusztus 21., 18:00  | David Pulkrabek · Csehország (CZE)             | Mansurkhuja Muminkhujaev · Üzbegisztán (UZB) | Pedro Rivadulla · Spanyolország (ESP) |
| 66 kg Döntő: augusztus 21., 18:00  | Maxamillian Schneider · Egyesült Államok (USA) | Song Chol Hyon · Észak-Korea (PRK)           | Davit Ghazaryan · Örményország (ARM)  |
| 66 kg Döntő: augusztus 21., 18:00  | Maxamillian Schneider · Egyesült Államok (USA) | Song Chol Hyon · Észak-Korea (PRK)           | Phuc Cai · Dánia (DEN)                |
| 81 kg Döntő: augusztus 22., 18:00  | Lee Jae Hyung · Dél-Korea (KOR)                | Khasan Khalmurzaev · Oroszország (RUS)       | Árpád Szakács · Szlovákia (SVK)       |
| 81 kg Döntő: augusztus 22., 18:00  | Lee Jae Hyung · Dél-Korea (KOR)                | Khasan Khalmurzaev · Oroszország (RUS)       | Tóth Krisztián · Magyarország (HUN)   |
| 100 kg Döntő: augusztus 23., 18:00 | Ryosuke Igarashi · Japán (JPN)                 | Toma Nikiforov · Belgium (BEL)               | Marius Piepke · Németország (GER)     |
| 100 kg Döntő: augusztus 23., 18:00 | Ryosuke Igarashi · Japán (JPN)                 | Toma Nikiforov · Belgium (BEL)               | Bolot Toktogonov · Kirgizisztán (KGZ) |

### Lány
| Súlycsoport                       | Arany                                     | Ezüst                               | Bronz                                 |
| --------------------------------- | ----------------------------------------- | ----------------------------------- | ------------------------------------- |
| 44 kg Döntő: augusztus 21., 18:00 | Seul Bi Bae · Dél-Korea (KOR)             | Batizi Barbara · Magyarország (HUN) | Sothea Sam · Kambodzsa (CAM)          |
| 44 kg Döntő: augusztus 21., 18:00 | Seul Bi Bae · Dél-Korea (KOR)             | Batizi Barbara · Magyarország (HUN) | Vita Valnova · Fehéroroszország (BLR) |
| 52 kg Döntő: augusztus 22., 18:00 | Katelyn Bouyssou · Egyesült Államok (USA) | Anna Dmitrieva · Oroszország (RUS)  | Ri Un Ju · Észak-Korea (PRK)          |
| 52 kg Döntő: augusztus 22., 18:00 | Katelyn Bouyssou · Egyesült Államok (USA) | Anna Dmitrieva · Oroszország (RUS)  | Christine Huck · Ausztria (AUT)       |
| 63 kg Döntő: augusztus 22., 18:00 | Miku Tashiro · Japán (JPN)                | Flavia Gomes · Brazília (BRA)       | Barbara Matic · Horvátország (CRO)    |
| 63 kg Döntő: augusztus 22., 18:00 | Miku Tashiro · Japán (JPN)                | Flavia Gomes · Brazília (BRA)       | Laura Naginskaite · Litvánia (LTU)    |
| 78 kg Döntő: augusztus 23., 18:00 | Lola Mansour · Belgium (BEL)              | Natalia Kubin · Németország (GER)   | Kseniya Darchuk · Ukrajna (UKR)       |
| 78 kg Döntő: augusztus 23., 18:00 | Lola Mansour · Belgium (BEL)              | Natalia Kubin · Németország (GER)   | Urska Potocnik · Szlovénia (SLO)      |

### Csapat
| Súlycsoport                        | Arany | Ezüst   | Bronz |
| ---------------------------------- | ----- | ------- | ----- |
| Csapat Döntő: augusztus 25., 18:00 | Essen | Belgrád | Kairó |
| Csapat Döntő: augusztus 25., 18:00 | Essen | Belgrád | Tokió |